# 64 (число)
64 (шестьдесят четыре) — натуральное число между 63 и 65.
- 64 год.
- 64 год до н. э.
- 64 — общее число кодонов генетического кода человека.
- 64 — код субъекта Российской Федерации и код ГИБДД-ГАИ Саратовской области.

## Шахматы
- Шахматная доска в классических шахматах разделена на 64 клетки (8x8).
- 64 (журнал) — шахматный журнал (1924—1935)
- 64. Шахматно-шашечная газета — шахматное издание (1935—1941)
- 64 (газета) — еженедельное шахматно-шашечное приложение к газете «Советский спорт» (1968—1979)
- «64 — Шахматное обозрение» — шахматный ежемесячник.

## Математика
- Сумма цифр этого числа — 10.
- Произведение цифр этого числа — 24.
- Квадрат числа 64 — 4096.
- 64 — квадрат числа 8
- 64 — куб числа 4
- 64 — 6-ая степень числа 2
- 64 - квадратное число
- 64 — 264 = 18 446 744 073 709 551 616
- 64 — суперсовершенное число; число n, такое, что σ(σ(n))=2n[1].

## Химия
- 64 — атомный номер гадолиния.

## Традиции
- В индийских традициях[2]:
  - обязательные для женщины 64 искусства богини Сарасвати перечислены в тексте «Камасутры» автора Ватсьяяны (IV век н. э.);
  - в маратхских наставлениях о воспитании мальчиков и юношей (XV век) указаны 64 искусства, обязательные для мужчины; возможно их список составлен по трактатам «Шилпа-шастра» — индуистской иконографии и храмовой архитектуры.
- 64 — количество гексаграмм в китайской канонической «Книге Перемен».

## Информатика
- ASCII-код символа «@»
- Base64 — стандарт кодирования
- Разрядность некоторых видов процессоров
  - Nintendo 64 — игровая система с 64-битным процессором.
- IA-64 (Intel Architecture-64) — 64-битная аппаратная платформа в микропроцессорах Itanium
- Commodore 64 — компьютер с 64 КБ оперативной памяти

## Гейминг
- 64  — максимальное количество стака для многих предметов в игре Minecraft.
- Super Mario 64 — компьютерная игра 1996 года.
- Nintendo 64 — игровая консоль.